# Pistolen
Pistolen är en svensk dramafilm från 1973 med regi, manus och foto av Jiří Tirl. I rollerna ses bland andra Inga Tidblad, Gunnar Björnstrand och Håkan Westergren.

## Om filmen
Inspelning ägde rum i Gamla stan och Filmhuset i Stockholm samt på Tidö slott i Västmanland. Filmen klipptes ihop av Lars Hagström och premiärvisades 23 oktober 1973 på biografen Sture i Stockholm. Den är 79 minuter lång och i färg.
Filmen började som ett kortfilmsprojekt inom ramen för Tirls studier på Dramatiska Institutet i Stockholm. Det ursprungliga kontraktet gällde en film på 20-30 minuter, men när inspelningarna var gjorda hade man över en timme inspelat material och filmteamet insåg då att filmen med enkla medel skulle kunna göras om till en långfilm. Detta gjordes även för att filmen skulle kunna få kvalitetsstöd för att få på sätt kunna inbringa pengar till projektet, som hade visat sig bli väldigt dyrt.
Tidblad gjorde i Pistolen sin första långfilmsmedverkan sedan 1961 års Pärlemor (undantaget ett par TV-filmer) och för sin rollprestation mottog hon en Guldbagge 1974 i kategorin "Bästa kvinnliga huvudroll".

## Handling
Adelsdamen Alisia lever i sitt aristokratiska förflutna. Efter att under en middag ha samtalat med en vän om självmord bestämmer hon sig för att själv ta sitt liv med en pistol som hänger på väggen i slottet där hon bor. Pistolen är dock trasig och hon far till Stockholm för att få den lagad hos en antikhandlare, Albert. En djupare vänskap, kanske kärlek, utvecklas mellan de båda och Alisia skänker pistolen till Albert som kärleksgåva. 
Därefter går Albert upp i rök, han svarar inte på telefon och hans affär är stängd. I skyltfönstret ligger dock pistolen, som är till salu. I besvikelse slår Alisia sönder rutan och tar pistolen. Hon blir gripen av polis, men träffar samtidigt Albert som låter henne behålla pistolen. Alisia beslutar sig nu återigen för att begå självmord och filmen slutar med att hon för pistolen mot tinningen.

## Rollista
- Inga Tidblad – Alisia von Swärd
- Gunnar Björnstrand – rättsmedicinsk expert, hennes vän
- Håkan Westergren – Albert, antikhandlare
- Nils Eklund – kemikaliehandlare
- Bernt Lundquist – förman på metallverkstaden
- Bertil Norström – poliskommissarie
- Lennart Pilotti – vittne på polisstation
- Åke Lindström – kommunalnämndens ordförande
- Carl-Axel Elfving	– kommunalman
- Birger Åsander – kommunalman
- Leif Sundberg – kommunalman
- Lars Elwin – kommunalman
- Bo Swedberg – konsult

### Fotnoter
1. 1 2 3 4 5  ”Pistolen”. Svensk Filmdatabas. http://sfi.se/sv/svensk-filmdatabas/Item/?itemid=4915&type=MOVIE&iv=Basic&ref=/templates/SwedishFilmSearchResult.aspx?id%3d1225%26epslanguage%3dsv%26searchword%3dpistolen%26type%3dMovieTitle%26match%3dBegin%26page%3d1%26prom%3dFalse. Läst 29 april 2013.